# Андеграунд
Андегра́унд або андерґраунд (англ. underground — підпілля), андеграундна культура — термін на позначення культури, альтернативної до офіційної і яка не підтримується засобами масової інформації або це творчість осіб, приналежних до субкультури чи контркультури, яка суперечить усталеним філософським, етичним, естетичним кодам соціуму й скеровується на самовираження. Сукупність творчих напрямків у мистецтві, протиставленої масовій культурі; види мистецтва, що не підтримують класичного шляху, не мають комерційної спрямованості — андерграунд.
Для андеграунду характерні розрив з панівною ідеологією, ігнорування стилістичних та мовних обмежень, відмова від загальноприйнятих цінностей, норм, соціальних і художніх традицій. Іноді цей термін використовують на позначення соціальних і політичних течій та груп.
Слово «андеграунд» означає з англійської «під землею», вживається тому, що існує історія руху опору з суворими режимом, де термін «андеграунд» вживали для позначення необхідної секретності резидентів. Наприклад, «андеграунд» (підземна залізниця) була мережею підпільних маршрутів, якими африканські раби в 19 столітті із США намагалися вирватися на волю. Слово «андеграунд» було відроджене і в 1960-х рр. його вживали щодо розгалуженої мережі груп людей і консультацій, які допомагали протестувальникам проти війни у В'єтнамі перебратись до Канади. Цей термін вживали в 1970-х роках у підпільному русі американських індійців проти корінних американців на окупованих ними територіях..
З цього часу термін став позначати різні субкультури, такі як, культура хіпі, культура панк-року,мода як спосіб життя, техно- музика, рейв-вечірка, альтернативний хіп-хоп тощо.

## Термінологія
Немодифікований термін «андеграунд» вживали щодо всього руху опору під час другої світової війни. Пізніше його використали щодо контркультурних рухів, багато з яких виникли протягом 1960-х років і виникали пізніше.
Вперше друкований термін «андеграунд» вжив кінознавець Манні Фарбер (1957). Андеграундом він називав кінострічки з тематикою нетрадиційної орієнтації в коханні. Льюїс Джекоб поширив на всі стрічки, що створювалися поза Голлівудом, незалежно від їх тематики.
Відома цитата Френка Заппа щодо сутності андеграунду: «Якщо мейнстрім приходить до вас, ви повинні піти в андеграунд.»

## Історія
Субкультурні і контркультурні рухи в 1960-х і 1970-х роках мали певною мірою надихали філософи з руху екзистенціалістів, які збаралися навколо Жана-Поля Сартра та Альбера Камю у роки після другої світової війни. Сартр і Камю були членами групи французького опору, утвореної в 1942 році Анрі Френеєм. Френей, Сартр і Камю були причетні до видання підпільної газети опору. Французька підпільна культура надихнула Джека Керуака і Аллена Гінсберга в Америці на соціалістичне мислення (до початку холодної війни). Це був не монолітний соціалізм тоталітарної радянської держави, а скоріше вільнодумний та виразний соціалізм митців та мрійників, які намагалися переосмислити суспільство. Так народилося покоління бітників, яке на довгі роки визначило рисі молодіжної субкультури. Її різновиди дедалі зростають чисельно і переосмислюють по-новому себе як «андеграунд», фрік-сцена тощо.
У 1960-ті рр. андеграундом називали в Америці та у Великій Британії рок-музику гуртів, які виступали лише в клубах і яких ігнорували фірми звукозапису. Відтоді термін збігається за значенням із терміном «альтернативна культура» і стосується в широкому розумінні світобачення, світовідчуття і поведінки. Наприклад: рух бітників, хіпі та інших молодіжних субкультур, національно-визвольні рухи, нетрадиційні системи самовдосконалення, «єретичні» релігійні вчення тощо.
Згодом термін вживається щодо культури, яка перебувала під забороною в тоталітарних країнах Східної Європи та СРСР у період від 1950 до кінця 1980 рр. Інші назви — «неофіційне мистецтво», «нонконформізм», «дисидентське мистецтво» та ін.
Притаманні риси: бунтарство; відмова від загальноприйнятих цінностей, ідеології, традицій, норм; епатаж.